# Mar Montoro

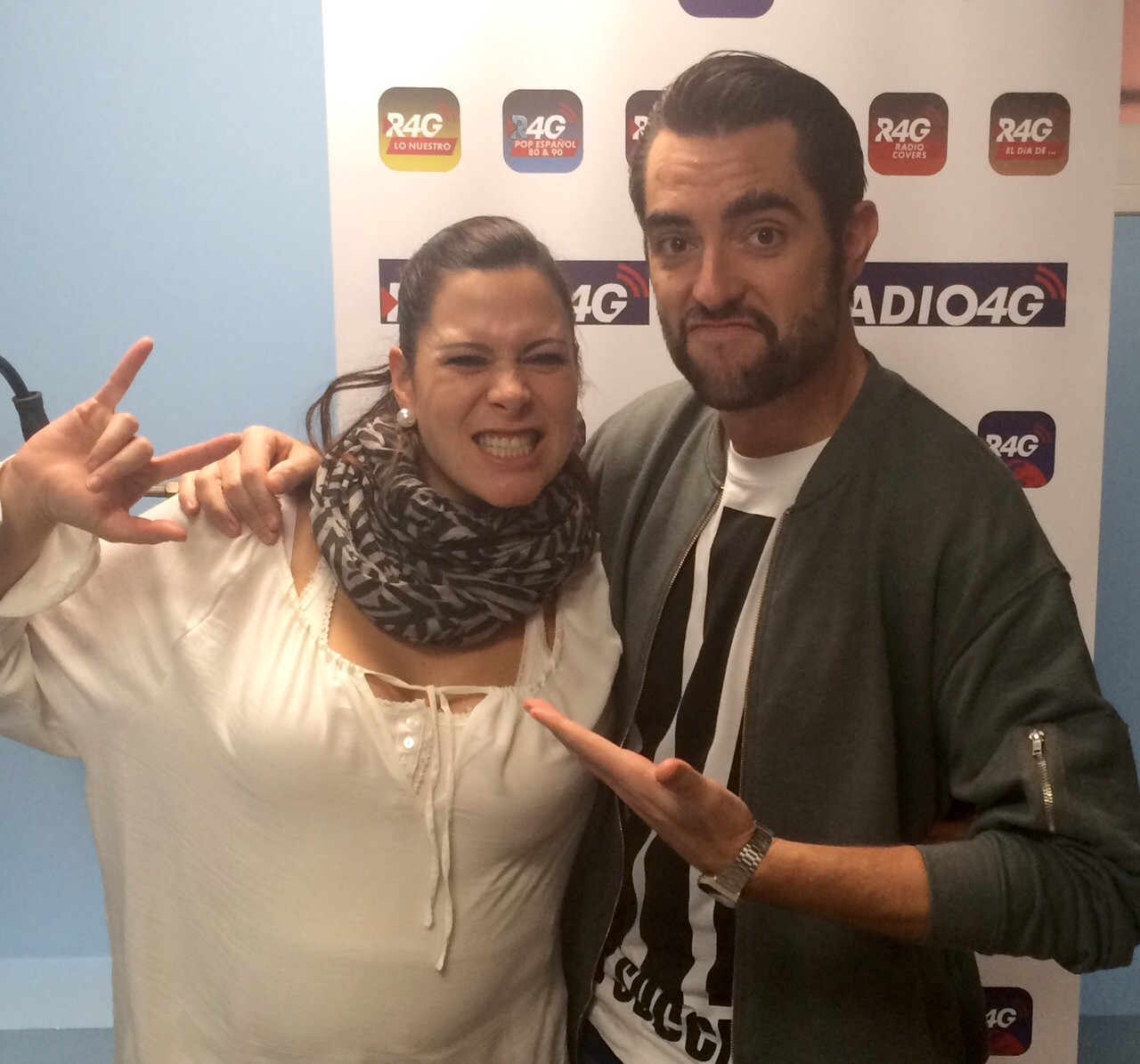
Mar Montoro (Izquierda) y Dani Mateo (Derecha) el 22 de enero de 2015

Mar Montoro (10 de agosto de 1977) es una locutora de radio y presentadora de televisión española.

## Trayectoria profesional

### Canal Plus Francia
Con 14 años, Montoro presentó para esta importante cadena de televisión francesa la Expo'92 en un programa de emisión infantil.

### 40 Principales
Montoro comienza su carrera radiofónica en Los 40 Principales de Sevilla y en 1998 la cadena la reclutan a sus filas para que sea imagen de la cadena en su versión televisiva de Canal Plus y 40 TV. Durante este tiempo, Montoro compaginó su tarea en la pequeña pantalla con su carrera de locutora en la cadena con la emisión nacional de La Mar de Noches y Fan Club Madrid.

### Cadena Dial
En 2001 ficha por Cadena Dial y se convierte en la copresentadora de su programa estrella Dial Tal Cual y realiza la producción de El sitio de mi recreo. Durante esta etapa colabora en Localia Televisión como presentadora.

### Cadena 100
En 2003 llega a Cadena 100 para presentar los informativos, Radiofórmula a diario y el programa Del 100 al uno como sustituta. También colaboró en el morning de la cadena "La Jungla". Entre tanto, la periodista presenta varios especiales musicales para Telemadrid y colabora en Popular Tv.

### Regreso a Los 40 Principales
En 2007 vuelve a Los 40 Principales para copresentar el programa más escuchado en la FM, Anda ya, con alrededor de dos millones de oyentes diarios.[cita requerida]
Desde el mes de septiembre de 2010 hasta junio de 2013, Mar dirigió su propio programa de radio, La Mar de Noches. En ese periodo de tiempo fue portada de la revista Interviú (marzo de 2011) y al año siguiente publicó su libro que tuvo el mismo título que su programa La Mar de Noches.

### Regreso a Cadena Dial
A finales de agosto de 2013, Montoro ficha de nuevo por Cadena Dial. En esta nueva etapa forma parte como copresentadora del Morning Show Atrévete. El 9 de julio de 2014, Mar anuncia en su cuenta de Twitter que abandona Cadena Dial, poniendo fin a 22 años de carrera en Prisa Radio.

### Mujeres y hombres y viceversa
A partir de marzo de 2013, Mar Montoro fue compaginando su labor de locutora con la de consejera del amor de Mujeres y hombres y viceversa emitida por Telecinco. La presentadora también ha colaborado en otros programas de televisión como Territorio Comanche en Telemadrid, Vuélveme loca, El gran debate y El programa de Ana Rosa en Telecinco.

### Radio4G
Desde agosto de 2014 Mar Montoro forma parte de Radio4G, un nuevo proyecto radiofónico liderado por José Antonio Abellán.

### Europa FM
A partir del 28 de septiembre de 2015 se unió como locutora en el programa Ponte A Prueba de la emisora Europa FM.
Junto a Sara Gil protagonizó la portada de la revista Interviú en su ejemplar número 2097 (mes de julio de 2016).

### Vuelta a Radio4G
Desde septiembre de 2019 coopresenta el morning "Desde que Amanece Apetece" con Fernandisco.

### Comienzo en KissFM
El pasado 4 de noviembre de 2024 comenzó una nueva etapa en solitario, en las mañanas de lunes a viernes en la emisora KissFM.